# Ptiloris intercedens
El ave del paraíso oriental (Ptiloris intercedens) es una especie de ave paseriforme de la familia Paradisaeidae (aves del paraíso).  Es una especie de porte mediano.
Es endémica de las tierras bajas en el este de Papúa Nueva Guinea. El macho es polígamo y realiza sus exhibiciones de cortejo de forma solitaria. Su dieta consiste principalmente en frutos y artrópodos.

## Descripción
El macho es de un color negro aterciopelado y verde con plumas negras en sus flancos, su pico curvado es negro, la boca amarilla, patas negruzcas y el iris es pardo oscuro. En su corona, garganta, escudo pectoral y plumas centrales de la cola poseen un tono azul verdoso iridiscente. La hembra es de un pardo rufo con un plumón jaspeado en la parte inferior.
Por su apariencia se asemeja, e inclusive a veces es considerado una subespecie del Ptiloris magnificus. Se diferencia por la coloración de la zona baja de su pecho y abdomen, el canto distintivo del macho, y la base emplumada del extremo superior de su pico.